# Pleurocodonellina ingens
Pleurocodonellina ingens är en mossdjursart som beskrevs av Moyano 2002. Pleurocodonellina ingens ingår i släktet Pleurocodonellina och familjen Smittinidae. Inga underarter finns listade i Catalogue of Life.